# Rudolf Machovič
Rudolf Machovič (16. dubna 1940 Banská Bystrica – 10. května 1994 Banská Bystrica) byl slovenský redaktor, básník a publicista.

## Životopis
Základní a střední školu studoval v Banské Bystrici. Pracoval jako redaktor literárně dramatického oddělení Československého rozhlasu, studia Banská Bystrica. Byl na přelomu 60. a 70. let spoluzakladatelem relace Rádiovíkend a Sobotník. Věnoval se i výtvarnému umění a ochotnickému divadlu. Machovič byl také členem a předsedou porot přehlídek ochotnických divadel, pěveckých soutěží v Banské Bystrici, mezi které patřily např. Sládkovičova Radvaň, Bystrické zvony, festivaly jazzové hudby aj. Podílel se na organizaci Slovenská gagů v Kremnici.
Machovič byl členem literárně-umělecké skupiny Bóje a Svazu slovenských výtvarných umělců. Byl autorem četných básnických děl, krátkých próz, scénářů, literárně-uměleckých pásem, krátkých humoristických a satirických žánrů, textů písní. Přispíval do almanachů, sborníků, odborného tisku a deníků. Některé části jeho tvorby vydala Bóje pod názvem Báseň a slza, kompletní sbírka básní Letokruhy vyšla posmrtně.
Během procesů normalizace ztratil původní zaměstnání (od roku 1972).